# Acrolyta washingtonensis
Acrolyta washingtonensis là một loài tò vò trong họ Ichneumonidae.